# ラドフォード (バージニア州)
ラドフォード（Radford）は、アメリカ合衆国バージニア州にある独立都市である。人口は1万6070人（2020年）。

## 地理
アパラチア山脈の一部をなすブルーリッジ山脈のニューリバーバレーに位置し、東でモントゴメリー郡、西でプラスキ郡に隣接する。統計上は、モントゴメリー郡とともに、ブラックスバーグ＝クリスチャンズバーグ＝ラドフォード都市圏（Blacksburg-Christiansburg-Radford, VA MSA）を形成する。
市内にはラドフォード大学が所在する。また、近隣にはアメリカ陸軍ラドフォード工場（Radford Army Ammunition Plant）が所在する。

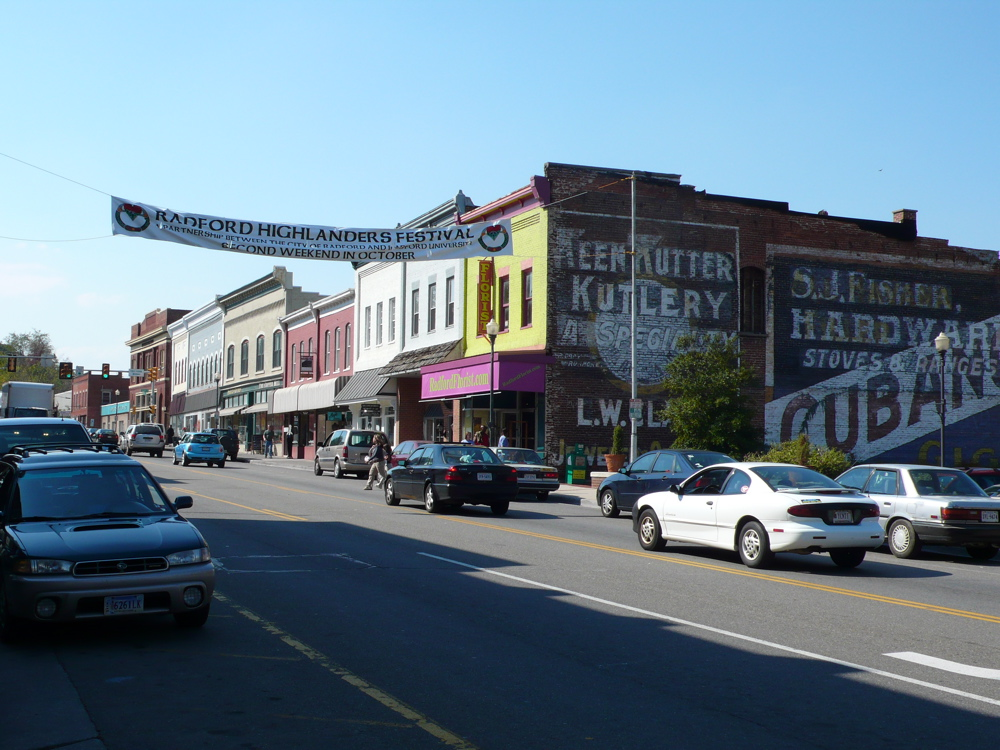
ラドフォードのメインストリート